# 原田徹
原田 徹（はらだ とおる、1953年7月16日 - ）は、NHKの元チーフアナウンサー。元福岡放送局シニアスタッフ。

## 人物
福岡県立門司高等学校を経て西南学院大学法学部卒業後、1978年入局。盛岡局、大分局、佐賀局、福岡局、北九州局、ラジオセンターなどで勤務し、再び北九州局で勤務後、福岡局（4度目）へ異動し、同局での勤務を最後に定年となった。
正職員アナウンサー時代の殆どが、九州沖縄各地の放送局（特に福岡局・北九州局）で勤務している。
定年後も福岡局に残り、嘱託職として数年勤務後、シニアスタッフ（出演契約扱い）として2023年7月31日まで在籍していた。
大のスヌーピーファンであることをNHK福岡局のアナウンサー・キャスター紹介で明らかにしている。
2023年7月16日、70歳を迎えたのを機に同年7月31日の『はっけんラジオ』「マンパソ原田徹アナ卒業SP45年の軌跡」及び『ニュース845福岡』の出演を以ってNHKアナウンサーとしての活動を終了した。

## 過去の担当番組

### 正職員アナウンサー時代
- FMリクエストアワー（盛岡・大分勤務時）
- NEWSシャトル北九州（前回北九州勤務時）
- おはようサタデー九州沖縄（2度目の福岡勤務時）
- 九州沖縄アンコールアワー（同上）
- 地球ラジオ ディレクター（ラジオセンター勤務時）
- こんばんは北九州（代理キャスター）
- ニュースブリッジ北九州（代理キャスター）
- ニュース845北九州（不定期）
- きたきゅうたいむ（編集責任者）
- 北九州放送局アナウンス統括

### 福岡放送局シニアスタッフ時代（正職員アナウンサー時代も含める）
- 福岡県・九州沖縄のニュース・気象情報（日曜11時57分から正午までのブロック枠の気象情報・12時10分から12時15分のブロック枠のニュース・午後のラジオニュース、月曜15時7分から15時10分までのブロック枠、火曜夜17時55分 - 水曜朝7時58分までのラジオニュース）
- ニュース645福岡（日曜[注釈 1][1]）
- ニュース845福岡（月曜、- 2023年]7月31日[1]）
- 映像タイムマシーン （NHK福岡制作、九州地域） - MC 「変わりゆく“都市の風景” 九州沖縄（2023年12月2日） 『なつかしい映像で、青春がよみがえる! 「いまとむかしの夏やすみ」』 （2024年8月31日） 「 テレビが伝えてきた九州沖縄」（2025年3月14日）
- はっけんラジオ（月曜、- 2023年7月31日 ※自らマンデーパーソナリティと言っている。）